# Eric Lehmann
Pour les articles homonymes, voir Lehmann.
Eric Lehmann, né le 9 mars 1947 à Versoix, est un journaliste suisse.
Il est notamment présentateur du Téléjournal au début des années 1980, rédacteur en chef de La Suisse de 1986 à 1991 et président de la Société suisse de radiodiffusion et télévision de 1992 à 2003.
Il est également directeur de la police cantonale vaudoise de 2002 à 2008.

## Biographie

### Origines
Éric Lehmann naît le 9 mars 1947 à Versoix, dans le canton de Genève.

### Journalisme
Au terme de ses études de droit à l'Université de Genève, il fait un stage de journalisme à Radio Suisse Internationale, puis est engagé à la fin des années 1960 à la Télévision suisse romande comme reporter pour Temps présent. En 1981, il devient l'un des présentateurs du Téléjournal et chef des informations nationales et régionales.
Il est le rédacteur en chef du quotidien La Suisse à partir du 1er janvier 1986. C'est lui qui engage Chappatte, alors âgé de 18 ans. Il est ensuite directeur commercial de La Tribune de Genève de 1991 à 1997.
En mars 1992, il est nommé par le Conseil fédéral président de la Société suisse de radiodiffusion et télévision. Il la dirige durant onze ans[réf. nécessaire]. En septembre 1999, il est nommé directeur général de la future Radio-Télévision du Kosovo.

### Provins et police
En 2001, il prend la tête de la coopérative viticole Provins, en Valais. Il y reste à peine quatorze mois et son bilan est critiqué.
Il est nommé en juin 2002, pour prise de fonctions en octobre, directeur de la police cantonale vaudoise. À ce poste, il crée en 2004 l’académie de police de Savatan. Il est écarté en novembre 2008, à la suite notamment de tensions avec le chef de la Gendarmerie vaudoise,.

### Vie privée
Il est marié à deux reprises et père de quatre enfants.

## Publications
- Parti pris (tomes 1 et 2), Éditions de l'Aire, 1984.
- Wod et les Avenaires, pièce de théâtre montée à Genève en 1998.
- Journal de l'après-guerre au Kosovo, Éditions Favre, 2000.
- Poderosa, pièce de théâtre en trois actes, 2006.
- Le Petit dictionnaire des mots oubliés... et trahis, Éditions Amalthée, 2014.
- Les dérisoires, Pièce de théâtre, 2015.
- Mes brèves de télévision, Éditions Cabedita, 2018.
- Ma fille ne le sait pas encore mais le patinage est un sport très glissant, Éditions Icerink, 2019.
- 2050 : l'apocalypse helvétique (préf. Bertrand Piccard, postface Philippe Roch), Éditions Slatkine, 2020 (ISBN 9782832109885).
- Noé et le Management vertical. Éditions l'Harmattan. Littérature et Management. 2021
- Si Littré m'était mal conté. Éditions Ambre. 2021
- Le mystère du Monument Brunswick. Éditions Slatkine. Sous le pseudonyme de Le Groumeur. 2021
- Les libertés perdues. Éditions Ambre-Slatkine. 2022
- Après moi le déluge. Éditions de La Versoix. 2022
- On a enlevé la femme du Président. Éditions Kindle 2022
- Préface des Genevoiseries de Yves Schaefer. Editions Cabédita. 2023
- Ciel mon Eglise. Curé à ta mort.... Disputatio avec Michel Salamolard. Préface de Mgr Lovey. Editions Saint-Augustin. 2024
- L'inspecteur Clébard chez les Valescos. Roman policier. Editions Pillet. 2024
- Mourir! Serait-ce le soin ultime? Disputatio avec Michel Salamolard. Préface du Professeur Jacques Besson. Editions ISCA Livres 2024
- L'inspecteur Clébard et (l'intelligence) la connerie artificielle. Roman policier. Editions Pillet 2025